# Дариуилий
| Период  | Серия          | Етаж       | млн. год.   |
| ------- | -------------- | ---------- | ----------- |
| Силур   | Ландъврий      | Руданий    | младши      |
| Ордовик | Горен ордовик  | Хирнантий  | 445,2–443,4 |
| Ордовик | Горен ордовик  | Катий      | 453–445,2   |
| Ордовик | Горен ордовик  | Сандбий    | 458,4–453   |
| Ордовик | Среден ордовик | Дариуилий  | 467,3–458,4 |
| Ордовик | Среден ордовик | Дапингий   | 470–467,3   |
| Ордовик | Долен ордовик  | Флоий      | 477,7–470   |
| Ордовик | Долен ордовик  | Тремадокий | 485,4–477,7 |
| Камбрий | Фуронгий       | Пейбий     | старши      |

Дариуилий е горният етаж от среден ордовик. Той се предхожда от дапингий и последван от етажа сандбий на горен ордовик. Долната граница на дариуилий се дефинира като първата поява на граптолита Undulograptus austrodentatus преди около 467,3 ± 1,1 милиона години. Продължава около 8,9 млн. години до началото на сандбий преди около 458,4 ± 0,9 милиона години.
Името дариуилий е получен от Дариуил, община в окръг Грант, Виктория (Австралия). Името е предложен през 1899 г. от Томас Сърджант Хол.
GSSP на дариуилий е разчленението Huangnitang (28° с. ш. 118° и. д. / 28.8539° с. ш. 118.4897° и. д.) в близост до село Huangnitang, на 3.5 km югозападно от Чангшан, Китай. Това е оголване на формирowanieto на Ningkuo, състоящ се предимно от черни глинести шисти. Долната граница на дариуилий се определя като първата единица появата на краптолита Undulograptus austrodentatus в този раздел.
Вторичен фосилен маркер е граптолита Arienigraptus zhejiangensis.